# Winston Churchillgebouw

Het Winston Churchillgebouw

Het Winston Churchillgebouw (WIC) is een gebouw van het Europees Parlement in het Franse Straatsburg in de wijk Wacken buiten het historische centrum. Het gebouw werd ingehuldigd in 2007. Het gebouw werd vernoemd naar Brits politicus Winston Churchill. Het Churchillgebouw sluit via een glazen loopbrug over de Ill aan op het Louise Weissgebouw. Het sluit ook aan op het Pierre Pflimlingebouw en het Salvador de Madariagagebouw.